# Søren Birkelund
Søren Birkelund (født 14. marts 1942 i København) er en dansk klarinettist og fhv. kgl. kapelmusikus.
Han er søn af kolonialhandler Gunnar Nielsen og ekspeditrice Gudrun født Jørgensen. 1953-59 var han i Tivoligardens Musikkorps, blev 1961 student fra Østersøgades Gymnasium og 1966 uddannet klarinettist fra Det Kongelige Danske Musikkonservatorium, hvor han også har undervist.
Birkelund blev soloklarinettist i Danmarks Radios Underholdningsorkester 1966, blev i 1983 soloklarinettist i Det Kongelige Kapel og har været formand for Kapellet 1998-2004. Han er desuden medlem af Den Danske Blæserkvintet. Han er Ridder af Dannebrog (tildelt 17. juni 1998) og bærer Mindemedaljen i anledning af hundredårsdagen for Kong Frederik den IX.s fødsel.
Siden 28. december 1963 har han været gift med Bessi Chodak (født 26. februar 1941 i København), datter af kornkontrollør Israel Chodak og ekspeditrice Jochebed født Sobol. Hans datter Tanja Birkelund har to børn med Uffe Savery.